# Байрак (Диканьский район)
Ба́йрак (укр. Байрак) — село в Диканьском районе Полтавской области Украины. Является административным центром Байракского сельского совета, в который, кроме того, входят сёла Одарюковка, Петренки, Кишеньцы и Соколовщина.
Код КОАТУУ — 5321080801. Население по переписи 2001 года составляло 436 человек.

## Географическое положение
Село Байрак находится в 5-и км от левого берега реки Средняя Говтва, на расстоянии в 0,5 км расположено село Петренки.
Село состоит из 2-х частей, разнесённых на 1 км.
Рядом с селом протекает пересыхающий ручей с запрудой.

## Происхождение названия
Слово байрак происходит от тюркского «балка»; так обычно называется сухой, неглубоко взрезанный овраг, зачастую зарастающий травой либо широколиственным лесом.
Слово байрак распространено на юге Европейской части СССР, в лесостепной и степной зоне. От названия «байрак» происходит название байрачных лесов, где растут обычно следующие породы деревьев — дуб, клён, вяз, ясень, липа.
На территории Украины имелись минимум 19 сёл и посёлков с названием Байрак, из них шесть - в Харьковской области и восемь - в Полтавской в их современных границах. Село входило сначала в Харьковскую; с октября 1937 года - в Полтавскую область.

## История
Село, под названием Бородаевка, впервые упоминается в 1859 году. Тогда в нём проживало 380 человек в 96 дворах.

## Известные люди
В селе родился украинский поэт Харитон Бородай.

## Экономика
- ЧП «Подоляка».

## Объекты социальной сферы
- Школа І—ІІ ст.
- Дом культуры.
- Фельдшерско-амбулаторный пункт.